# Gag

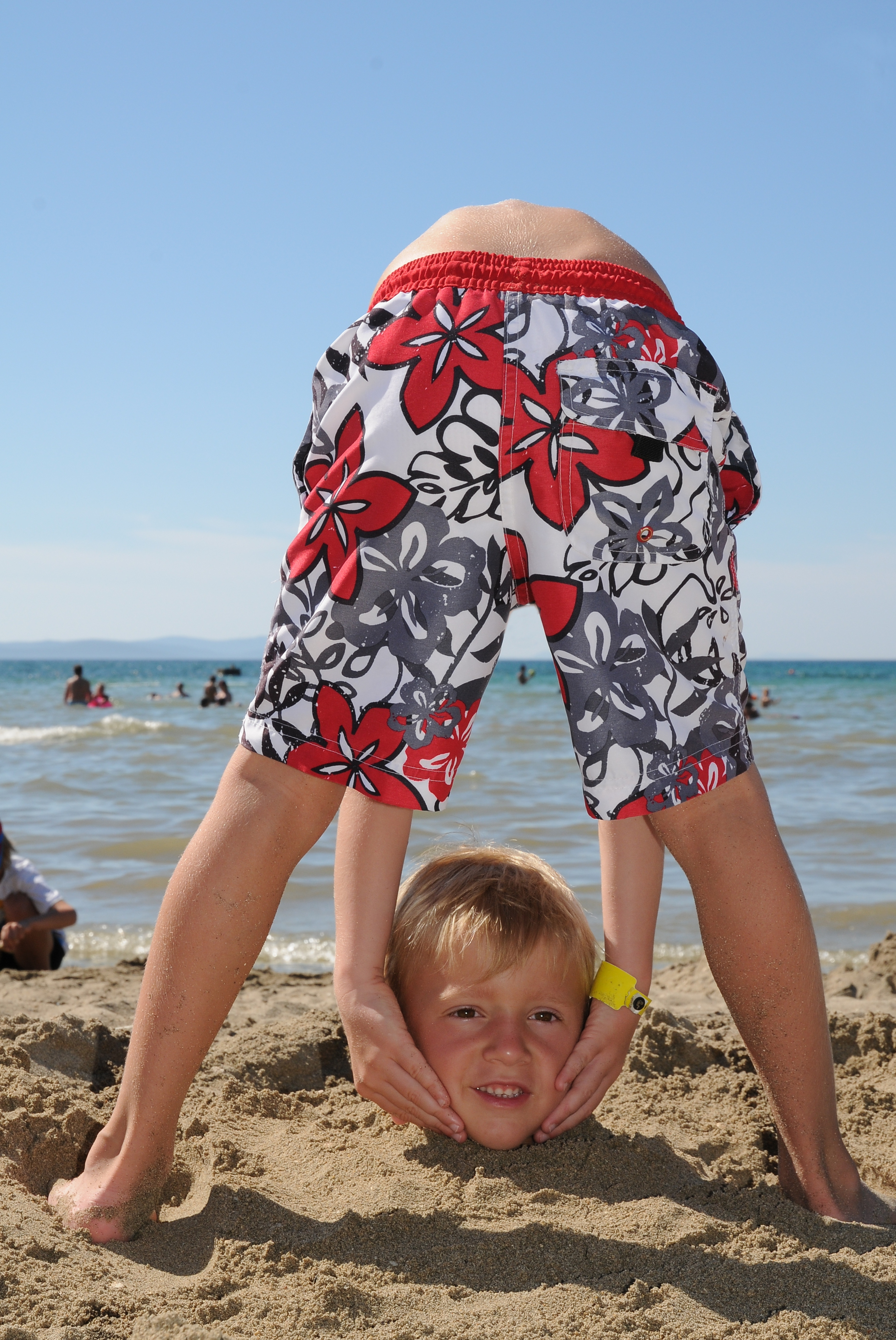
Dva chlapci na pláži, jeden sehnutý a druhý po krk v písku (nejde o fotomontáž).

Gag (čti [geg]) je dovedně sestavená, silně komická akce rozvíjející (tzv. rutinou) základní komický nápad a vrcholící závěrečným efektem (tzv. topperem).
Pod pojmem akce je zde třeba rozumět děj odehrávající se přímo před zraky diváka. Na slovním výstupu zprostředkovaném řečí nebo zpívaným textem nelze stavět gag. Akcí v tomto smyslu možno nazvat řeč nebo zpěv jen tehdy, jsou-li nástrojem vzájemného působení aktérů, např. obtěžuje-li některý svými řečmi nebo svým zpěvem úmyslně druhé aktéry.
Rozvíjení se uskutečňuje nejrůznějšími způsoby.

## Příklad
Komik přijde na scénu s houslemi a smyčcem, kterého však použije na podrbání svých zad. Načež se chystá něco zahrát. Před tím si ovšem cpe vatu do uší. Nakonec jako vyvrcholení (topper) nabídne vatu i publiku.